# Мркопаљ
Мркопаљ је насељено мјесто и средиште истоимене општине у Горском котару, Приморско-горанска жупанија, Република Хрватска.

## Географија
Мркопаљ је планинска општина на западним обронцима Велике Капеле у Горском котару уз ауто-пут Загреб-Ријека.
Највише насеље у Хрватској, Бегово Раздоље, смјештено на преко хиљаду метара надморске висине налази се на подручју општине Мркопаљ.

## Историја
Мркопаљ се први пут спомиње 1477. године, када је Микулици, сину Дамјана Дрозгометског, Мартин Франкопан додијелио неке посједе. Око 1730. године кроз Мркопаљ је изграђена Каролинска цеста, а у Брестовој Драги се налазе остаци потпора за мост, што се за оно вријеме сматра јединственим примјером градње у свијету.
Године 1785. Мркопаљ је проглашен привилегованим краљевским градом са својим грбом и печатом.
До територијалне реорганизације у Хрватској, Мркопаљ се налазио у саставу старе општине Делнице.

## Становништво
На попису становништва 2011. године, општина Мркопаљ је имала 1.214 становника, од чега у самом Мркопљу 755. Број становника у Мркопљу се значајно смањио у посљедњих неколико десетина година. Године 1974. општина је бројала око 2600 становника, по попису из 1991. године 1823, а по попису из 2001. године 1407. Национални састав је хомоген — Хрвати чине 98% становништва.

## Попис 1991.
На попису становништва 1991. године, насељено мјесто Мркопаљ је имало 1.196 становника, сљедећег националног састава:
| Попис 1991.‍   | Попис 1991.‍  | Попис 1991.‍ | Попис 1991.‍ | Попис 1991.‍ |
| ------------- | ------------ | ----------- | ----------- | ----------- |
|               |              |             |             |             |
| Хрвати        | Хрвати       |             | 1.129       | 94,39%      |
| Срби          | Срби         |             | 12          | 1,00%       |
| Албанци       | Албанци      |             | 5           | 0,41%       |
| Југословени   | Југословени  |             | 2           | 0,16%       |
| Мађари        | Мађари       |             | 2           | 0,16%       |
| Руси          | Руси         |             | 1           | 0,08%       |
| Словенци      | Словенци     |             | 1           | 0,08%       |
| остали        | остали       |             | 1           | 0,08%       |
| неопредељени  | неопредељени |             | 10          | 0,83%       |
| регион. опр.  | регион. опр. |             | 4           | 0,33%       |
| непознато     | непознато    |             | 29          | 2,42%       |
| укупно: 1.196 |              |             |             |             |

## Привреда
Планински туризам је основна привредна грана.